# Наяд (лек крайцер, 1939)
Наяд (на английски: HMS Naiad (93), от на английски: Naiad – Наяди) е лек крайцер на Британския Кралски флот, от времето на Втората световна война. Един от 11 крайцера на типа „Дидо“.
Поръчан е по програмата от 1936 г. на 21 март 1937 г. и е заложен в корабостроителницата Hawthorn Leslie в Нюкасъл на 26 август 1937 г. Крайцерът е спуснат на вода на 3 февруари 1939 г., ставайки третия кораб носещ това име в британския флот. През април 1940 г., крайцерът в хода на дострояването си, е повреден от немските въздушни атаки, поради което влиза в строй на 24 юли 1940 г.

## История на службата
Още преди влизането му в строй, на 10 април 1940 г., „Наяд“ в хода на авиационно нападение получава повреди на фундамента на турбините от близките разриви на авиобомбите. На 22 май крайцерът получава допълнителни осколъчни повреди, когато се намира в дока, в резултат на което има наводняване на част от отсеците. Окомплектоването му е отложено до завършване на ремонтните работи. На 24 юли крайцерът е завършен и на него започват приемните изпитания. На 26 юли преминава в Скапа Флоу на Оркнейските острови, където през август започва служба в състава на 15-та ескадра крайцери.
През септември крайцерът излиза за патрулиране и защита на конвоите в Северно море и към Северозападните подходи. През октомври участва в издирването на немските траулери, занимаващи се с метео разузнаване.
На 16 октомври „Наяд“ съвместно с еднотипния крайцер Bonaventure и разрушителите Brilliant, Electra, Maori и Sikh излизат за съпровождение на току-що влезлия в строй линеен кораб King George V, правещ преход от Тайн към Розайт.
През ноември крайцерът, заедно с линейните крайцери Hood, Renown и Repulse, еднотипните крайцери Dido и Phoebe, е на патрулиране в Бискайския залив в търсене на немския джобен линкор „Адмирал Шеер“, който е атакувал атлантически конвой и потопил спомагателния крайцер Jervis Bay.
На 19 декември заедно с крайцера Bonaventure излиза в качеството на ескорт на войсковия конвой WS-5A. На 24 декември „Наяд“ е заменен от крайцерите Berwick и Dunedin ден преди нападението над конвоя от немския тежък крайцер „Адмирал Хипер“ и така не успява да участва в сражението.
В началото на януари 1941 г. крайцерът е назначен в състава на ескорта на войскови конвой. На 8 януари той заедно с тежкия крайцер Australia излиза от залива Moelfre за подсигуряване на зенитната защита на бристълската и ливърпулската секции на конвоя до съединяването им със секцията от Глазгоу. На 12 януари „Наяд“ отплава заедно с линкора Ramillies, крайцерите Australia, Phoebe и Emerald, разрушителите Harvester, Highlander, Beagle, Fearless, Jackal, Leamington, Lincoln, Vansittart, Watchman, Witherington и френския лидер Leopard за съпровождане на конвоя WS-5B на началния етап от пътя му при западните подходи. На 15 януари „Наяд“ съвместно с крайцера Phoebe се отделя от конвоя и се връща в Скапа Флоу.
На 23 януари „Наяд“ заедно с крайцера Aurora излиза за прикритие на търговски съдове отплавали от портове на Швеция (операция Rubble). На 24 януари съвместно с крайцерите Edinburgh и Birmingham, под прикритието на 3 разрушителя, осъществява издирването на три съда плаващи от Гьотеборг. На 25 януари „Наяд“ пристига и с петте кораба в Розайт и веднага излиза на северен патрул. На 28 януари той открива южно от Исландия двата немски линкора „Шарнхорст“ и „Гнейзенау“, но в условията на лошото време контактът е изгубен.
През целия февруари и март крайцерът е в ремонт в корабостроителница в Тайн, отстранявайки последствията от щормовото време.

## В състава на Средиземноморския флот
През април той е определен за служба в състава на Средиземноморския флот и попътно да преведе конвой от Клайд в Гибралтар (операция Tiger). На 26 април той излиза в състава на войсковия конвой WS-8A състоящ се от 14 транспорта с въоръжение за британската 8-а армия. 5 от съдовете се предполага да се преведат транзит през Средиземно море, останалите трябва да продължат към Близкия изток около нос Добра Надежда и през Суецкия канал. Ескорт на част от конвоя, пътуващ по краткия маршрут, съставляват, освен „Наяд“, линейния крайцер Repulse и разрушителите Harvester, Havelock и Hesperus. На 2 май „Наяд“ заедно със съдовете за Малта линейния крайцер и три разрушителя се отделя от конвоя и се насочва за Гибралтар. Като крайцера е изпратен напред, за да може да донесе за състоянието на конвоираните съдове. В хода на проводката на конвоя, „Наяд“ действа в състава на Съединение F, което е предназначено за усиление на Средиземноморския флот и се състои, освен „Наяд“ от линкора Queen Elizabeth, крайцерите Fiji, Gloucester и разрушителите Faulknor, Forester и Fury. На 9 май „Наяд“ се среща с корабите на Средиземноморския флот.
Още на 14 май „Наяд“ в състава на Съединение D: освен него австралийския крайцер Perth, еднотипният Phoebe, разрушителите Hasty и Greyhound е изпратен към Крит за прикритие на евакуационните конвои. На 18 май корабите от съединението се връщат в Малта.
На 20 май „Наяд“ в състава на Съединение B: крайцерът Perth и 4 разрушителя отново е насочен към Крит за прихващане на вражеските десантни съдове. На 21 май има неуспешна атака на италиански торпедни катери над съединението. След това, британските кораби се съединяват с крайцерите Calcutta, Carlisle, разрушителите Kandahar, Kingston и Nubian, след което продължават търсенията северно от Крит. В хода на последвалите въздушни атаки „Наяд“ получава известни повреди, предизвикали наводняване в носовата част. В нощта на 22 май в бой южно от Милос, крайцерът потопява 2 вражески съда. След това корабът е подлобен на тежки въздушни атаки и е принуден да отстипи на запад, поради близостта с вражеските летища. В хода на нападенията върху кораба са хвърлени 181 бомби, корабът получава тежки повреди – две кули са извадени от строя, скоростта му пада до 16 възела, отварят се нови пробойни. На 25 май крайцерът влиза за ремонт в Александрия.
Ремонтът е кратък, още през юни крайцерът е задействан в операциите против Сирия (операция Exporter), ставайки флагмански кораб на адмирал Кинг. На 16 юни той отплава с разрушителите Kingston и Nizam, за да замени еднотипния Phoebe, с разрушителите Griffin и Defender в поддръжката на операцията. В нощта на 22 по 23 юни „Наяд“ (флаг на адмирал Кинг), съвместно с крайцера Leander и разрушителите Jaguar, Kingston и Nizam, провежда набег северно от Бейрут. В хода на операцията има сблъсък с вишистките разрушители Guepard и Valmy. Британските кораби отстъпват, след като в боя влизат бреговите батареи.
На 2 юли съвместно с крайцера Perth и разрушителите Kandahar, Kingston, Havock и Griffin обстрелва позициите на Виши при Abey и Damour. На обратния преход корабите са подложени на погрешна атака от самолет на RAF. На 4 юли „Наяд“ отново осъществява обстрел на позициите и патрулира в търсене на вишистки съдове. На 14 юли, с края на операцията, крайцерът се връща в Александрия.
През август крайцерът участва в съпровождението на конвоите осъществяващи доставка и снабдяване в Тобрук (операция Treacle).
На 27 август с крайцера Galatea, съпровожда еднотипния Phoebe, повреден от удари по въздуха.
На 25 септември крайцерът заедно с линкорите Queen Elizabeth, Barham и Valiant излиза в морето, за да отвлече вниманието от провеждането на конвоя Halberd/MD-6 от Гибралтар за Малта. На 27 септември Средиземноморския флот се връща в Александрия.
През ноември крайцерът е определен за подсигуряване на настъпателната операция в западната пустиня. На 19 ноември „Наяд“ съвместно с еднотипния Euryalus обстрелва Halfaya.
На 27 ноември заедно с Euryalus и разрушителите Griffin и Hotspur „Наяд“ образува Съединение C, което прави набег по крайбрежието на Киренайка. В хода на последвалите въздушни атаки избягва повреди. На 28 ноември корабите се връщат в Александрия.
През декември крайцерът участва в операции по прихващане на вражеските снабдителни съдове плаващи за Дерна. На 8 декември „Наяд“, заедно с крайцерите Euryalus, Galatea и разрушителите Griffin и Hotspur, прикрива атаката на разрушителите на 14-а флотилия над вражеските съдове.
На 10 декември „Наяд“ с разрушителите Griffin и Hotspur провежда дневен обстрел на Дерна.
На 13 декември „Найяд“ съвместно с крайцерите Ajax, Neptune, Galatea и Euryalus и 9 разрушителя образува Съединение B, което трябва да унищожи конвоите плаващи към Бенгази. Той е отделен с Galatea и Euryalus за унищожаване на конвоите плаващи от Таранто. Минзага Abdiel курсирайки в центъра на морето и предавайки радиосигнали се маскира като съединението от линкорите на Средиземноморския флот, в резултат на което италианските конвои са отзовани и операцията по прихващането им е отменена.
На 15 декември „Наяд“ с крайцерите Carlisle и Euryalus, разрушителите Decoy, Hasty, Havock, Jervis, Kimberley, Kipling и Nizam образува Съединение C, цел на което е съпровождението на снабдителния съд Breconshire, плаващ с товар гориво за Малта. НА 17 декември Съединението, се среща със Съединение K, базирано в Малта и състоящо се от крайцерите Aurora и Penelope, разрушителите Lance, Lively, Legion, Maori, Sikh, Zulu и холандския разрушител Isaac Sweers. В същия ден обединената ескадра участва в Първото сражение в залива Сирт против италианския флот, имащ в своя състав линкори. На 19 декември Съединение C се връща в Александрия след безуспешното издирване на италианския конвой M42. Когато кораби влизат в залива, за преминаването им от прохода се сваля боновото заграждение, от което се възползват италианските подводни плувци, атакували впоследствие линкорите Queen Elizabeth, Valiant и танкера Savona.
От 3 януари 1942 г. „Наяд“ участва в проводката за Малта на десантния транспорт Glengyle с припаси и извежда от острова съда за снабдяване Breconshire. Освен него в съединението B влизат крайцера Euryalus, разрушителите Foxhound, Gurkha, Kingston, Kipling и Sikh (операция MF.2). На 9 януари корабите благополучно се връщат в Александрия.
От 16 януари крайцерът участва в операция MF.3 – провеждането в Малта на 2 конвоя: MW-8A и MW-8B. Крайцерът влиза в състава на Съединение B: Dido, Euryalus разрушителите Havock, Hotspur, Foxhound, Kelvin и Kipling. На 20 януари Съединение B се връща в Александрия.
От 24 до 28 януари крайцерът заедно със своите два систершипа и разрушители участва в операции MF.4 – проводката от Александрия за Малта на Breconshire с товари и извеждане от острова на десантния съд Glengyle и транспорта Rowallan Castle. Операцията, независимо от авиационното противодействие, преминава успешно и без загуби.
От 12 февруари крайцерът участва в поредната конвойна операция MF.5: Тази операция е провеждането на натоварения конвой MW-9 от три съда за Малта и вземане от острова на 4 празни съда във вид на конвой ME-10. „Наяд“ влиза в състава на съединение B: Dido и Euryalus, разрушителите Havock, Arrow, Griffin, Hasty, Jaguar, Jervis, Kelvin и Kipling. На 14 февруари корабите на Съединение B, посрещнали конвоя от Малта и предавайки му своя малтийски конвой на Съединение K, се връщат в Александрия.

## Гибел
На 10 март в състава на съединение B: Dido и Euryalus, „Наяд“ излиза на безуспешно издирване на италиански конвой плаващ за Триполи. След това също издирват и повреден италиански крайцер, също без успех. На 11 март, по време на завръщането в базата, крайцера недалеч от Салум е торпилиран от немската подводница U-565. Торпедата уцелват средата на десния борд на крайцера и той потъва в течение на 35 минути в точката с координати 32°01′ с. ш. 26°20′ и. д. / 32.016667° с. ш. 26.333333° и. д. заедно с 86 загинали. 582 души са спасени, а флагът на 15-та ескадра крайцери е пренесен на Dido.

## Коментари
1. ↑  Всички данни са към момента на влизане в строй.